# Schokoladenguramis
Die Schokoladenguramis (Sphaerichthys (= runder Fisch)) sind eine Gattung kleiner Labyrinthfischen. Von den vier Arten der Gattung kommt die Typusart, Sphaerichthys osphromenoides im Süden der Malaiischen Halbinsel, auf Sumatra und Borneo vor, die übrigen drei Arten sind auf Borneo endemisch.

## Merkmale
Schokoladenguramis erreichen eine Körperlänge von 4 bis 6 cm, sind hochrückig, rundlich bis leicht gestreckt, seitlich stark abgeflacht und von schokoladenbrauner, rotbrauner oder grünbrauner Farbe. Ihre Rückenflosse wird von 7 bis 13 Hart- und 7 bis 10 Weichstrahlen gestützt, bei der Afterflosse sind es 7 bis 11 Hart- und 16 bis 22 Weichstrahlen. Die Bauchflossen besitzen einen Hart- und fünf Weichstrahlen. Der zweite Flossenstrahl der Bauchflossen ist fadenförmig verlängert.
Schokoladenguramis ernähren sich hauptsächlich von Insekten und sind Maulbrüter. Sie kommen in torfigen Kleinstgewässern und Sümpfen vor. Das Wasser in ihrem Lebensraum ist immer sehr weich und hat einen niedrigen pH-Wert.

## Arten
Es existieren vier beschriebene Arten:
- Spitzmäuliger Schokoladengurami (Sphaerichthys acrostoma Vierke, 1979)
- Schokoladengurami (Sphaerichthys osphromenoides Canestrini, 1860)
- Sphaerichthys selatanensis Vierke, 1979
- Vaillants Schokoladengurami (Sphaerichthys vaillanti Pellegrin, 1930)